# Калеки, бастарды и сломанные вещи
«Калеки, бастарды и сломанные вещи» (англ. Cripples, Bastards, and Broken Things) — четвёртый эпизод первого сезона фэнтезийного сериала канала HBO «Игра престолов». Премьера состоялась 8 мая 2011 года. Сценарий написал Брайан Когман, а режиссёром стал Брайан Кирк.
Название взято из книги. Тирион, подарив Брану Старку чертёж седла, которое позволит ему ездить, несмотря на параплегию, говорит: «Моё сердце чувствительно к калекам, бастардам и сломанным вещам».

## Сюжет

### В Королевской Гавани
Лорд Эддард Старк (Шон Бин) начинает расследовать смерть Джона Аррена, предыдущего Десницы короля. Допрашивая великого мейстера Пицеля (Джулиан Гловер), лечившего Аррена в последние дни, Старк узнаёт, что последними словами Аррена были «крепкое семя» и что он читал книгу «Происхождение и история великих домов Семи Королевств».
С помощью Петира «Мизинца» Бейлиша (Эйдан Гиллен) и его сети информаторов Старк набредает ещё на две подсказки. Он расспрашивает подмастерье кузнеца, которого Джон Аррен навещал в последние дни, и по его сходству с королём Робертом делает вывод, что парень — бастард короля. Эддард также планирует расспросить бывшего сквайра Джона Аррена, но недавно посвящённый в рыцари молодой человек высокомерно отказывается разговаривать с посланцем Эддарда Джори Касселем и вскоре гибнет на рыцарском турнире в честь Эддарда. Сразивший его рыцарь — сир Григор «Гора» Клиган (Конан Стивенс), знаменосец Ланнистеров и брат Сандора «Пса» Клигана. Бейлиш рассказывает Сансе тайну братьев: в детстве Григор жестоко опалил брату лицо, отчего у Сандора жуткие шрамы.

### За Узким морем
Орда дотракийцев прибывает в город Вэйс Дотрак. Принц в изгнании Визерис (Гарри Ллойд) с нетерпением ждёт, что армия кхала Дрого (Джейсон Момоа), обещанная за невесту, его сестру Дейенерис (Эмилия Кларк), отправится отвоёвывать Семь Королевств. Неверно истолковав приглашение Дейенерис на ужин как приказ, Визерис злится и бьёт её. Впервые Дейенерис ударяет изумлённого брата в ответ и обещает, что если он ещё раз поднимет на неё руку, она станет последним, к чему его руки прикоснутся. Позже изгнанный рыцарь Джорах Мормонт (Иэн Глен) говорит ей, что Визерис не был бы хорошим лидером для вторжения в Вестерос и, что бы он ни воображал, народу Семи Королевств всё равно, кто ими правит, если правит хорошо.

### На Стене
В Ночной Дозор прибывает Сэмвелл Тарли (Джон Брэдли), новичок, который быстро становится объектом издевательств со стороны сира Аллисера Торна (Оуэн Тил). Отец заставил Сэма «облачиться в чёрное» и отказаться от наследства, потому что считал его недостойным, угрожая убить и выдать его смерть за несчастный случай на охоте, если он откажется. Джон Сноу (Кит Харингтон) защищает Сэма и убеждает остальных новобранцев не обижать его, что злит Алиссера Торна. Торн считает своё обращение с новичками необходимым, так как жизнь к северу от Стены очень сурова, особенно зимой. Он предупреждает Джона и Сэма: нужно закалять волю, иначе не будет никаких шансов выжить.

### На Севере
Тирион (Питер Динклэйдж) останавливается в Винтерфелле на пути в Королевскую Гавань после визита на Стену. Он получает холодный приём у Робба Старка (Ричард Мэдден), лорда Винтерфелла в отсутствие Эддарда. Робб подозревает, что Ланнистеры стоят за падением Брана и последующим покушением. Тем не менее Тирион проявляет доброту к ставшему калекой Брану, дав ему чертежи седла, которое снова позволит ездить верхом. Прежде чем покинуть Винтерфелл, Тирион разговаривает с Теоном Грейджоем (Альфи Аллен), подопечным дома Старков, и насмехается над тем, как Грейджои подняли неудачное восстание против короля Роберта, называя Теона «заложником» в семье Старков.

### В гостинице на Перекрёстке
Тирион со своей небольшой свитой останавливается, чтобы переночевать в гостинице на Перекрёстке. Там он узнаёт леди Кейтилин Старк (Мишель Фэйрли). Будучи раскрыта, она призывает присутствующих знаменосцев её отца помочь схватить Тириона, чтобы предать его суду за покушение на Брана.

## Производство

### Сценарий
«Калеки, бастарды и сломанные вещи» — первый эпизод, сценарий которого написан не создателями шоу и исполнительными продюсерами Дэвидом Бениоффом и Д. Б. Уайссом.
Брайан Когман работал ассистентом сценариста на пилотном эпизоде и подписал контракт на весь сериал как редактор сценария и неофициальный «хранитель мифа» шоу: ему доверили написать «библию» сериала, где изложена информация о персонажах и историческая подоплёка, и следить, чтобы в созданном мире всё оставалось согласованным. Бениофф и Уайсс попросили его написать сценарный план четвёртого эпизода. Когман написал сценарий, полагая, что это всего лишь упражнение, которое будет полностью переписано профессиональным сценаристом; однако его работу утвердили для четвёртого эпизода.
Главы романа, использованные в эпизоде, — Бран IV (кроме первых страниц, включённых в предыдущий эпизод), Эддард V, Джон IV, Эддард VI, Кейтилин V, Санса II, Дейенерис IV (главы 25—30 и 37). В числе сцен, написанных специально для шоу, — диалоги Теона и Тириона, Сансы и Септы Морданы, Дореи и Визериса, Джори Касселя и Джейме, Джона и Сэма, Эддарда и Серсеи. Характер Аллисера Торна углублён оправданием его жестокости по отношению к новобранцам, сон Брана дан в сглаженной версии.
Во время сцены купания, в которой Визерис вспоминает старых драконов Таргариенов, он перечисляет имена, взятые из книги (Балерион, Мераксес и Вхарар) и придуманные для шоу. Среди прочих упоминается дракон Вермитракс — дань уважения Вермитраксу Пагубному из фильма 1981 года «Убийца дракона». Джордж Р. Р. Мартин однажды поставил этот фильм на пятое место среди лучших фильмом в жанре фэнтези всех времён и назвал Вермитракса «лучшим драконом из снятых на плёнку», а также персонажем с «самым крутым драконьим именем».

### Кастинг
Эпизод представляет Сэмвелла Тарли, новобранца Ночного Дозора, который считает себя трусом. Для Джона Брэдли эта роль стала первой профессиональной работой после окончания Манчестерской театральной школы. Для прослушивания выбрали сцену из этого эпизода, в которой Сэм объясняет Джону, как отец заставил его «облачиться в чёрное». По словам автора и исполнительного продюсера Джорджа Р. Р. Мартина, игра Брэдли была «душераздирающей».
Австралийский актёр Конан Стивенс, чей рост, согласно его официальному сайту, составляет 214 см, появляется в роли гигантского рыцаря Григора Клигана, известного как «Гора». Стивенс стремился присоединиться к проекту с тех пор, как HBO начало разработку «Игры престолов». Поскольку Григор Клиган — роль, которая, по мнению Стивенса, наиболее подходила ему, — не появлялся в пилоте, он прослушивался на роль кхала Дрого, надеясь, что группа по кастингу его заметит. Хотя эта роль отошла Джейсону Момоа, Стивенса выбрали на роль Григора Клигана.
Также впервые появляются в эпизоде Доминик Картер в роли командующего Городской стражи Яноса Слинта, Джером Флинн в роли наёмника Бронна и Джо Демпси в роли подмастерья кузнеца Джендри, которого в сериале сделали старше, чем в книгах.

### Места съёмок
Эпизод снят на студии The Paint Hall в Белфасте, включая интерьерные съёмки в Королевской Гавани, и на натуре в Северной Ирландии. Сцены в Чёрном Замке продолжили снимать в большой декорации, построенной на заброшенном карьере Магераморне; территорию разрушенного Замка Шейна использовали как место проведения турнира; район, известный как Сэнди Брэй, у подножия гор Моурн был использован как въезд в Вэйс Дотрак. Большая часть эпизода снята на ранней стадии производства; сцена Эддарда и Арьи снята в первый день съёмок.

## Реакция

### Рейтинги
Во время первого показа «Калеки, бастарды и сломанные вещи» посмотрели 2.5 миллионов зрителей (предыдущий эпизод — 2.4 миллионов). После повтора число зрителей составило 3.1 миллионов. В Великобритании количество зрителей значительно увеличилось — 628.000 против 510.000 на предыдущей неделе.

### Реакция критиков
Критики хорошо оценили эпизод. Тодд Вандервирфф из The A.V. Club дал эпизоду оценку A-, а Морин Райан с AOL TV оценила эпизод на 70 из 100.
Заключительную сцену похвалил Алан Сепинуолл из HitFix, подчёркивая игру Мишель Фэйрли, когда Кейтилин собирает союзников, чтобы арестовать Тириона.